# Незламна
«Незламна» (рос. «Битва за Севастополь», англ. «Battle for Sevastopol») — українсько-російський повнометражний біографічний історико-драматичний фільм 2015 року  режисера Сергія Мокрицького. В основу сюжету покладений життєвий шлях української снайперки, майора Людмили Павличенко, упродовж 1937—1957 років. Творці характеризували свою картину як психологічний біографічний фільм про трагічну долю жінки на війні.
Фільм був спільно знятий українською студією «Кінороб» та російською студією «Нові люди» (рос. Новые люди). Постпродакшеном займалася українська студія Postmodern, яка також і дублювала фільм українською мовою для кінопрокату.
Фільм вийшов у прокат 2 квітня 2015 року.

## Створення стрічки
Робота над проєктом була розпочата у 2012 році. Наприкінці 2013 Державне агентство України з питань кіно надало команді «Незламної» бюджетне фінансування в рамках щорічного конкурсного добору кінопроєктів. Українська сторона профінансувала стрічку на 79 % (з них 33 % надало Держкіно, а саме 12,7 млн гривень; решта — приватні кошти), російська — 21 %.
Зйомки здійснювалися у 2013—2014 роках в Україні: у Києві, Севастополі, Одесі та Кам'янці-Подільському. Майже 80 % команди, вся технічна база, а також постпродакшен — українські. Сцени з комп'ютерною графікою були створені українською компанією Postmodern.
Автор української версії тексту — Сергій Ковальчук.

## Сюжет
«Незламна» — перший фільм, присвячений легендарній снайперці Людмилі Павличенко. В основу кінокартини лягла її автобіографічна книга.
Вона народилась у Білій Церкві у 1916 році. На початок Другої світової війни навчалася на історичному факультеті Київського державного університету. Напад Німеччини на СРСР застав Людмилу в Одесі на практиці. 24-річна Павличенко в липні 1941 пішла на війну доброволицею. Маючи спортивні досягнення у стрільбі, була прийнята на службу снайперкою в 25-ту стрілецьку дивізію. У жовтні потрапила в Севастополь у складі Приморської армії, що відступила морем з Одеси. У боях під час оборони Севастополя, аж до свого поранення у червні 1942, Людмила Павличенко здобула славу однієї з найкращих радянських снайперів Другої світової війни.

Наприкінці 1942 Людмила Павличенко була відряджена до США у складі делегації молоді та військових. Вона стала першою громадянкою СРСР, допущеною до Білого Дому, подружилася з Елеонорою Рузвельт. На запрошення першої леді США Павличенко зголосилася на турне містами Америки. У своїх промовах вона надихала американців на відкриття Другого фронту в Європі. Знаменитими стали її слова з промови в Чикаго:
|  | Джентльмени, мені лише 25 і я вбила 309 фашистських окупантів до цього часу. Чи не вважаєте ви, джентльмени, що досить уже ховатися за моєю спиною? |

Також у США згадують і шанують Людмилу Павличенко через її боротьбу за права жінок. В Україні на її честь названі вулиці в Севастополі та в рідній Білій Церкві, де розташовано меморіальний музей.

## Актори
До роботи над кінокартиною долучилася міжнародна акторська група.

### В головних ролях
- Юлія Пересільд — Людмила Павличенко, снайперка стрілецької дивізії Червоної армії
- Євген Циганов — Леонід Киценко, капітан, снайпер, напарник Людмили
- Олег Васильков — Макаров, капітан
- Микита Тарасов — Борис Чопак, військовий лікар
- Джоан Блекгем[en] — Елеонора Рузвельт, перша леді США
- Поліна Пахомова — Маша, медсестра
- Володимир Ліліцький — Гриша, пілот
- Анатолій Кот — Микола, пілот
- Натела Абелева-Таганова — Соня, сестра Бориса
- Валерій Гришко — Іван Петров, генерал-майор
- Сергій Барковський — Пилип Октябрський, адмірал
- Віталій Лінецький — майор «Курсів молодого бійця»
- Олександр Крижанівський — Джон, секретар Елеонори Рузвельт
- Сергій Пускепаліс — командир
- Геннадій Ченцов — комісар
- Світлана Осадченко — дівчинка-читець

Також у фільмі знімалися: Алла Сергійко, Станіслав Боклан, Дмитро Лалєнков, Андрій Франчук, Микола Боклан, Володимир Задніпровський та інші. На роль Елеонори Рузвельт була запрошена Джеральдіна Чаплін, однак зрештою роль виконала англійська акторка Джоан Блекгем.
Для актора Київського театру на лівому березі Дніпра Віталія Лінецького цей фільм став одним з останніх, він помер через кілька тижнів після завершення зйомок.

## Звукова доріжка
Музику для кінострічки написав французько-російський композитор Євгеній Гальперін, а виконав її Національний заслужений академічний симфонічний оркестр України. Запис здійснювався з листопаду 2014 р. по січень 2015 р.
Також у фільмі звучать пісні «Обійми» гурту «Океан Ельзи» та «Зозуля» Віктора Цоя в аранжуванні Костянтина Меладзе та виконанні Поліни Гагаріної.

## Прокат
Початково, окрім СНД, прокат картини був запланований в країнах Балтії, Німеччині, Франції, Японії, Китаї та Латинській Америці.
Кінострічка була продана кінопрокатним компаніям країн колишньої Югославії (MCF), СНД (Fox), Великої Британії (Arrowfilms), Німеччини (Meteor), Туреччини (Medyavision), Японії (New Select), Китаю (VII Pillars Entertainment), Польщі (Filmmedia) та Болгарії (Film Vision).
Прокатник Seven7 випустить фільм у Франції, Швейцарії та Бельгії, також Loco Films веде переговори щодо можливості прокату в США, Скандинавії й Італії.

### Україна
В Україні прокатом стрічки займалась кінопрокатна компанія Ukrainian Film Distribution (UFD). Фільм дубльовано студією «Postmodern». Допрем'єрні покази картини відбулися 23 березня 2015 року в Києві, 27 березня в Одесі, 29 березня в Білій Церкві та 31 березня у Львові. У широкий прокат фільм вийшов 2 квітня 2015 року. В Україні стрічка демонструвалася на 112 екранах. За перший вікенд прокату (2-5 квітня) фільм переглянули 87 тис. глядачів, а касові збори склали 4 млн. 777 тис. ₴. Попри меншу кількість глядачів, «Незламна» побила рекорд українського кінопрокату, зібравши на 180 тис. ₴ більше ніж попередній рекордсмен — фільм «Поводир». Загалом стрічку подивились 274 тис. українських глядачів, що дало збори розміром 13,9 млн. ₴.
На окупованих територіях, підконтрольних ЛНР та ДНР, і в окупованому Росією Криму фільм демонструвався під російською назвою «Битва за Севастополь».
9 травня 2015 року на телеканалі «Україна» відбулася українська прем'єра 4-серійної телевізійної версії стрічки.

### Решта країн СНД
Прокатом стрічки у країнах СНД (окрім України) займалась компанія «20 століття Фокс СНД». За рішенням прокатника в СНД кінокартина дістала іншу назву — «Битва за Севастополь». У широкий прокат картина вийшла 2 квітня 2015 року у 1 825 копіях. За стартовий вікенд фільм переглянули 834 тис. глядачів, а збори склали $3 580 324.
9 травня 2015 року, в той самий день, що й українська, відбулася російська телепрем'єра стрічки на «Першому каналі».

### Далекий Схід

Японський постер.

Права на показ стрічки в Китаї придбала компанія Lotus Film International Culture Media Co. Ltd. Вихід у китайський широкий прокат був запланований на вересень 2015 року, проте був відкладений та поставлений під питання після того, як у мережі Інтернет була виявлена якісна копія фільму з китайськими субтитрами. Компанія FILM.UA, яка займалася продажем прав та продюсер Наталя Мокрицька відмовилися коментувати ситуацію, що склалася. У прокат Китаю стрічка мала вийти під назвою «Жінка-снайпер» (кит.: 女狙击手).
У Японії стрічка дістала прокатну назву «Російський снайпер» (яп. ロシアン・スナイパー).

## Нагороди та фестивалі
Проєкт фільму «Незламна» було презентовано на стенді українського кіно 64-го Міжнародного Берлінського кінофестивалю, на фестивалях у Каннах, Торонто та Одесі. Також кінокартина була представлена в конкурсній програмі 5-го Пекінського міжнародного кінофестивалю, де дістала приз «Храм неба» (Tiantan) у номінації «Найкраща жіноча роль» за гру Юлії Пересільд. В тій же номінації Пересільд здобула російську національну кінематографічну премію «Золотий орел».
Ще одну нагороду «Золотий орел», але в категорії «Найкраща операторська робота», отримав за роботу над «Незламною» український оператор Юрій Король. А режисер Сергій Мокрицький був нагороджений щорічною кінематографічною премією Російського військово-історичного товариства «За вірність історичній правді».
Фільм увійшов у шорт-лист премії VES Awards (спеціальна нагорода Товариства фахівців із візуальних ефектів) у номінації Видатні візуальні спецефекти у фотореалістичному епізоді.
Оскарівський комітет України та Росії висловлювали бажання висунути цю картину претендентом на премію «Оскар». Попри це, через організаційні проблеми стрічка не була заявлена на здобуття «Оскара» за найкращий фільм іноземною мовою.
Промокампанія кінострічки та 4-серійного телесеріалу на її основі перемогла в відповідній спеціальній номінації рейтингу «Знято в Україні» «Найкраща промокампанія».

## Відгуки
Стрічка дістала змішані відгуки кінокритиків.

### В Україні
Відомий український режисер Любомир Левицький рекомендував «Незламну» до перегляду як стрічку, що розкриває вічні теми — любов, жорстокість, дружбу і незламну силу духу. Українські телеведучі Анна Панова та Олександр Скічко також рекомендували кінокартину та схвально відгукнулися про гру акторів та режисуру, зазначили актуальність фільму для сучасної молоді в умовах воєнного конфлікту на сході України. Кореспондентка «Вголосу» Юлія Сівакова схарактеризувала стрічку як лаконічну та позбавлену романтичної наївності, доречною для сучасної України, назвала її обов'язковою до перегляду. Оглядачка Юлія Найденко («Zефир») високо оцінила художню та технічну якість кінокартини та визнала її дуже антирадянською.
За словами голови Держкіно Пилипа Іллєнка та кінокритиків Дарії Бадьйор («Лівий берег»), Ярослава Підгори-Гвяздовського («Дзеркало тижня. Україна») та Олекси Мельника («PlayUA») стрічка повністю позбавлена радянської пропаганди. На думку Дарії Бадьйор фільм демонструє історію людини на війні з антивоєнної позиції. Ярослав Підгора-Гвяздовський зауважив високу якість спецефектів, музичного супроводу та гри акторів другого плану, а Олекса Мельник висловив думку, що картина може не сподобатися лише надто політизованому проросійському чи проукраїнському глядачеві. Зі свого боку, кінокритик Антон Філатов зобачив, що стрічка гармонійно «підспівує» як українській, так і російській пропаганді.
На думку голови Українського інституту національної пам'яті Володимира В'ятровича, фільм не є антиукраїнським та позбавлений культу війни, характерного для радянських і сучасних російських фільмів. Він назвав стрічку проукраїнською, антивоєнною, антирадянською і навіть антиросійською. А кінокритик Андрій Кокотюха («Телекритика») назвав фільм етапним для українського кіно.
Кінокритики Анастасія Лях («Forbes Україна») та Орест Дрималовський («Високий Замок») зустріли стрічку негативно. На думку Анастасії Лях стрічка не є «українською» за змістом, а з українського в ній лише назва та дубляж. Орест Дрималовський розкритикував якість українського дубляжу, факт оригінальної російськомовності фільму та не відчув декларованого авторами антивоєнного спрямування. Український письменник та соціальний психолог Олег Покальчук розкритикував стрічку за базування сценарію на офіційній радянській версії біографії Людмили Павліченко, яка має багато білих плям та суперечить історичним фактам. Кінокритик Ігор Грабович висловився про стрічку критично, розкритикувавши її ідеологічну складову.
Також негативно зустрів стрічку й один із впливових кінопродюсерів та медіаменеджерів України Богдан Батрух. На його думку, «Незламна» — не українська стрічка, а російський пропагандистський фільм. Він назвав верхом цинізму позиціювання як української кінокартини, де, як вважає, прославляється Радянський Союз, образ якого є основним інструментом російської пропаганди. Ще Батрух наголосив, що як пацифіст не розуміє, як можна «героїзувати жінку, яка вбила 300 людей».

### У Росії
Російська кінокритикиня Єлена Полякова вважає фільм відверто антивоєнним, позбавленим пієтету до радянського керівництва, зазначає слабкість діалогів, відсутність смакування смерті в кадрі, характерного для сучасного російського кінематографа, та більшу відповідність української назви змісту стрічки, оцінює «Незламну» як воєнне кіно середнього рівня. Водночас російський оглядач Михайло Трофименков («Коммерсантъ») назвав картину «Незламна» найкращим за останню чверть століття «вітчизняним фільмом про Велику Вітчизняну війну». Він теж зазначив більшу відповідність змісту української назви, антивоєнне спрямування і відсутність звичних штампів пострадянського військового кіно.

## Цікаві факти
- На кінопроби Юлія Пересільд прийшла вагітною на останніх термінах. Через її вагітність початок зйомок довелося відкласти.[8]
- Під час нагородження Людмили Павличенко за знешкоджений танк іменною снайперською гвинтівкою (~45 хв фільму) воєначальник запитує, чи не дочка вона героя Громадянської війни Михайла Павличенка. Людмила відповідає «так». Насправді прізвище її батька мало бути Бєлов.
- Радянський авіалайнер Ту-104, що сідає на початку фільму, є комп'ютерною моделлю. Задля її створення був особливим чином сфотографований з усіх боків експонат київського авіамузею.
- У сцені виступу Павличенко в США на вулиці мав з'явитися жартівливий пам'ятник золотому батонові, але виконавці комп'ютерної графіки не встигли його домалювати.[55]